# カビンダ (都市)
カビンダ（Cabinda）は、アンゴラの飛び地であるカビンダ州に位置する都市である。カビンダ人にはチオワ（Tchiowa）と呼ばれている。

## 治安
カビンダでは反政府ゲリラ組織のカビンダ解放戦線＝カビンダ軍(pt:Frente para a Libertação do Enclave de Cabinda - Forças Armadas de Cabinda,FLEC-FAC）が存在しカビンダ共和国と言う名称で分離独立を宣言しており、外国人の誘拐や、ゲリラ活動等を繰り返している。2003年5月以降、同組織幹部が相次いで政府軍に投降しており、組織として弱体化していたが、未だに政府側との平和的な話し合いには応じず、小規模ながらカビンダの分離独立を求めてゲリラ活動を続けている。

## 住民
2009年のカビンダ市の人口は377,931人。

## 歴史
街はポルトガル人によって奴隷貿易のために築かれた港に起源を持つ。